# Blas Cáceres
Blas Antonio Cáceres Garay (2 de agosto de 1990) é um futebolista paraguaio que atua como meia no Sport, emprestado pelo Libertad.

## Carreira
Cáceres iniciou sua carreira profissional em seu país natal, jogando pelo Olimpia. Ele então passou a jogar pelo Guarani e Sol de América. Em 2014, o meia ingressou no General Díaz e ajudou o time a chegar à segunda fase da Copa Sul-Americana. Após seu período no General Díaz, Cáceres se juntou à potência paraguaia Cerro Porteño, fazendo parte do elenco que venceu a Primera Divisão.
Em 2016, o meio-campista paraguaio ingressou no Vélez Sarsfield na Primera Divisão argentina, assinando um empréstimo de um ano e meio, com opção de compra de 80% de seus direitos de transferência. Cáceres estreou na Argentina entrando em campo na vitória por 3 a 0 sobre o Argentinos Juniors, pela terceira partida da Primera Divisão argentina de 2016.
Em 11 de dezembro de 2019, Cáceres assinou com Club Libertad.

### Títulos
Cerro Porteño
- Primera Divisão do Paraguai (1): 2015